# Estadio Is Arenas
El Estadio Is Arenas fue un estadio de fútbol situado en el municipio italiano de Quartu Sant'Elena. Desde el año 2012 hasta 2013 albergó los partidos del Cagliari Calcio debido al mal estado del Estadio Sant'Elia.

## Historia
En 2012, el presidente del Cagliari Calcio Massimo Cellino decidió trasladar al equipo a Quartu Sant'Elena. Debido a esto, se inició una remodelación del campo para adecuarlo a partidos de alta competición. 